# هجوم ريف دمشق (أغسطس–أكتوبر 2012)
هجوم ريف دمشق كان هجوما للجيش السوري في محافظة ريف دمشق خلال أغسطس–أكتوبر 2012، كجزء من الحرب الأهلية السورية.

## خلفية
بعد الهزيمة العسكرية للمتمردين في معركة دمشق، اشتباكات متقطعة استمرّت في بعض الأجزاء من العاصمة، حيث التمرّد كان يستخدم وسائل حرب العصابات وهجمات ضرب وهروب ضدّ قوّات الأمن. في أوائل أغسطس 2012، صعّد الجيش السوري عملياته ضد حرب العصابات بشكل كبير لكي تعيد الحالة السائدة ما قبل الحرب إلى المحافظة.

## التل
مدينة التل عرفت كونها قاعدة متمرّدين مهمّة حول دمشق. عندما معركة دمشق بدأت، اقتحم المتمردين مبنيين حكوميين وحجزت 40 جندي كما ذكرت التقارير بينما استولوا على كمية الأسلحة. المدينة كانت أيضا إحدى الأماكن حيث المتمردين تراجعوا بعد هزيمتهم في دمشق. في نهاية يوليو، متمردون كانوا يجتمعون ويتحشّدون في التل لتجهيز أنفسهم لهجوم آخر على دمشق. في بداية أغسطس، بدأ الجيش السوري بقصف مواقع المتمرّدين بشكل مركّز أكثر. أصبحت المدينة محاصرة تماما من قبل الجيش بعد اختطاف 3 صحفيين إعلاميين حكوميين سوريين من قبل المتمردين بالقرب من المدينة. سيطر الجيش السوري على المدينة وطهرها من وجود متمرّد الـ17 أغسطس، بينما المجلس الوطني السوري وصف المنطقة «منطقة مشؤومة». الصحفيون المختطفون الثلاث حرّروا من قبل الجيش السوري. أجسام 58 مدني معدمون وجدوا كما ذكرت التقارير في البلدة بعد العملية.

## أطراف جنوب دمشق
في 17 أغسطس، قتال اندلع بين الجيش السوري والمقاتلين المتمرّدين بالقرب من مطار دمشق العسكري، بالقرب من منطقة المزة.
في 20 أغسطس، نشطاء في دمشق أبلغوا عن المعارك ثانية بين الجيش والمقاتلين المتمرّدين في منطقة المزة من دمشق. المروحيات كانت تقصف المنطقة، مما أدى إلى 12 إصابة على الأقل.
في 22 أغسطس، سكّان ونشطاء أبلغوا عن قصف ثقيل في مناطق جنوب دمشق كفر سوسة، داريا، القدم ونهر عيشة. لاقى 40 شخص مصرعهم على الأقل في القصف، الذي كان مصحوب بالهجمات من المروحيات، وفي إتّباع غارات برية في جنوب دمشق. هدف المداهمات العسكرية كانت فرق هاون متمرّدة كما ذكرت التقارير، التي كانت تستهدف المطار العسكري في المزة، الأيام السابقة. استنادا إلى ناشط واحد، على الأقل 36 من أولئك المقتولين كانوا مقاتلين متمرّدين. معاذ الشامي، عضو مكتب دمشق الإعلامي، مجموعة من نشطاء المعارضة الشباب الذين يراقبون الاشتباكات في دمشق، ادّعوا بأنّ المتمردين الذين تراجعوا من العاصمة، بعد المعركة، الشهر السابق، قد بدأوا العودة.
في 23 أغسطس، وبالتوازي مع عملية داريا، أطلق الجيش السوري عملية مهمّة في دمشق، في ما وصفها معارض بأنها «محاولة لسحق التمرّد بشكل نهائي» في العاصمة. العديد من المناطق كانت منقطعة من قبل الجيش والعديد من الإعدامات للمقاتلين المتمردين في المدينة ذكرت. العشرات من الجثث المعدمة وجدت فيما بعد في 24 أغسطس. ألقى الجيش القبض على عدّة أشخاص أيضا في منطقة كفر سوسة. ذكرت وسائل إعلام الدولة بأنّ الجيش السوري اكتشف وقتل أعضاء مجموعة متمرّدة في حيّ نهر عيشة للعاصمة. الخسائر في الأرواح من هذه العملية خمّنت بين 8 و12 قتيل.
في 7 سبتمبر، اشتباكات اندلعت بين المتمردين والجيش السوري في القزاز على الأطراف الجنوبية لدمشق، بعد هجوم متمرّد على نقاط التفتيش العسكرية. أيضا، قنبلة انفجرت في منطقة المزة بين قصر العدل ووزارة الإعلام.
في 12 سبتمبر، بدأ الجيش بقصف بلدة الحجر الأسود، على الأطراف الجنوبية لدمشق. البلدة اعتبرت إحدى آخر المعاقل المتمرّدة على الحافّات الجنوبية للعاصمة. القصف استمرّ لغاية 19 سبتمبر، عندما قوّات حكومية تقدّمت في الحجر الأسود، إضافة إلى حيي القدم والعسالي من دمشق الواقعان تحت سيطرة المتمرّدين، بعد أن تراجع المتمردين من المنطقة خلال الصباح. وردت أيضا انباء عن هجمات للجيش على الضواحي الجنوبية الغربية المعضمية، وجديدة عرطوز وكناكر، وقدسيا إلى الشمال الغربي. خلال القتال، ذكرت الحكومة بأنّ العشرات من المتمردين قتلوا في العملية المضادّة للتمرّد في الحجر الأسود. ثلاث عربات تقنية متمرّدة تحطّمت أيضا كما ذكرت التقارير في العملية في 15 سبتمبر.
في 15 سبتمبر، ذكرت وسائل إعلام الدولة بأنّ عملية نوعية حدثت في مدينة السبينة. وجد الجيش السوري جثث 17 متمرد فيما بعد الذين كانوا قد قتلوا في الاشتباكات ومن ثمّ احترقت من قبل رفاقهم لتجنّب أن يتم التعرف عليهم.
في 23 سبتمبر، بدأ الجيش بقصف بلدة الذيابية الواقعة تحت سيطرة المتمرّدين، على بعد 11 ميل من دمشق. عندما المتمردون من الذيابية والمنطقة المحيطة أطلقوا هجوم مضادّ القصف أصبح أكثر عنفا. بعد ثلاث أيام من القصف، الذي قتل خلاله اثنان من المقاتلين المتمرّدين، قوّات الجيش الحرّ تراجعت من البلدة والجيش دخل في 26 سبتمبر. استنادا إلى نشطاء المعارضة والمتمردين، فإن الجيش بدأ بمداهمة البيوت، مما أسفر عن مقتل 50 شخصا. بحلول نهاية اليوم، الجيش انسحب من الذيابية، بعد إكمال عمليتهم. حوالي 40 إلى 107 شخص قتلوا خلال الهجوم على البلدة في ما وصف بالمذبحة من قبل المعارضة.

## المعضمية
بعد عملية ليومين في نهاية يوليو، التي أودت بحياة 120 شخصا في هذه الضاحية، بدأ الجيش السوري عملية جديدة في 20 أغسطس. صدّ المتمردون الهجوم الأول لكن الجيش السوري استطاع اجتياح المتمردين بسرعة. الخسائر في الأرواح من العملية خمّنت بـ86 قتيلا، نصفهم اعدموا من قبل الجيش السوري لكونهم شكّوا في أنهم متمردين. أكّد المرصد السوري 23 على الأقل من الموتى على أنهم متمردين. أذاعت أجهزة الإعلام السورية فلما للكمية الكبيرة للأسلحة المستولى عليه من المتمردين في المدينة.

## داريا
في وقت مبكّر خلال الهجوم، هاجم متمردين نقطة تفتيش خارج داريا، زاعمين أنهم قد قتلوا 30 جندي.
في 20 أغسطس، داريا قصفت للمرة الأولى. بين المقتولون كان 12 متمرد.
في 21 أغسطس، بدأ الجيش السوري هجوم مدفعية لمدة ثلاثة أيام ضدّ مواقع المتمرّدين في داريا، فقتل 70 شخص كما ذكرت التقارير، بما في ذلك على الأقل 18 متمرد. بعد ذلك، مئات من الجنود، دخلوا مدعومين من قبل المروحيات والعربات المدرّعة داريا، وهم يواجهون مقاومة صغيرة. المجموعة المتمرّدة الأخيرة انسحبت في وجه التقدّم العسكري ونشطاء المعارضة كانوا يخافون بأنّ الشباب الذين يشكّ بكونهم متمردون يمكن أن يعدموا.
في 25 أغسطس، أجسام 200 شخص اكتشفت كما ذكرت التقارير في البلدة. بدا أغلب الموتى نتيجة أحكام الإعدام. ذكر المرصد بأنّ الخسائر في الأرواح قد وصلت لذلك إلى 270 قتيلا خلال الهجوم على داريا، بما في ذلك نساء وأطفال ومتمردين. مقاتل من المتمرّدين واحد قتل أيضا أثناء اليوم في عمليات التفتيش الأمني. 40–50 من جثث اليوم كانت قد اكتشفت بالقرب من مسجد. 80 من الموتى كانوا قد حدّدوا كمدنيون، بينما 120 يبقون مجهولي الهويّة.
في 26 أغسطس، حدّث المرصد تقريره على داريا، قائلا بأنّ 320 شخصا كانوا قد قتلوا منذ بداية الهجوم، الأغلبيّة منهم اعدموا في الأيام القليلة السابقة.
الوكالة الحكومية الرسمية سانا ذكرت بأنّ الجيش طهّر المدينة من المتمردين الذين قد ارتكبوا الجرائم ضدّ السكّان ودمّروا ممتلكات عامّة وخاصّة في المدينة. ومع ذلك، أدان رئيس الأمم المتّحدة بان كي مون عمليات قتل المئات في المدينة ودعاها «جريمة مروّعة ووحشية» بينما محمد مرسي، دعا إلى حلفاء الأسد للمساعدة على إخراج الزعيم السوري من السلطة. «الآن الوقت لإيقاف إراقة الدماء هذه وللشعب السوري لاستعادة حقوقهم الكاملة، ولهذا النظام الذي يقتل ناسه للاختفاء من المشهد،» أخبر رويتر في مقابلته الأولى بوكالة أنباء دولية قبل بدء سفره إلى الصين وإيران. «ليس ثمة مجال ل الحديث عن الإصلاح، لكن المناقشة تدور حول التغيير،» قال مرسي.
الأيام فيما بعد، مازالت الأجسام رهن الإيجاد وادعى محليّين بأنّ الخسائر في الأرواح قد وصلت 400.
في 29 أغسطس، الصحفي روبرت فيسك، من «الإندبندنت»، دخل البلدة وتكلّم مع السكّان المحليّين، البعض على مسمع من مسؤولون سوريون. أعطى السكّان الروايات التي اختلفت عن الذي أبلغ عنها في أجهزة الإعلام. البعض صرّحوا بأن مقاتلي الجيش الحرّ الذين ارتكبوا على الأقل بعض عمليات القتل، وكان الموتى جنود مجازين أو مدنيين مؤيّدون للحكومة. صرّحوا أيضا بأنّ بيوتهم كانت قد اجتزت من قبل متمردين وفي بعض الحالات هدّموا. الآخرون قالوا بأنّهم ليسوا متأكدين من الذي كان مسؤول عن عمليات القتل. تكلّم الصحفي مع العديد من الضبّاط أيضا، الذين أخبروه بأنّ الهجوم على البلدة بدأ بعد فشل المحادثات لتبادل سجناء بين المتمردين والجيش.

## أطراف شرق دمشق
في 27 أغسطس، صرّح قائد متمرّدين بأنّ القوّات الحكومية كانت تتحرّك، منذ بداية الهجوم، من غرب دمشق، حول العاصمة، إلى الشرق نحو منطقة الغوطة. المنطقة قد أصبحت الهدف القادم للجيش، بعد العمليات في داريا. قال بأنّ الغوطة كانت موطنا لبعض أقوى المجموعات المتمرّدة. هو أيضا ادّعى بأنّ، في نفس الوقت، المتمردون كانوا يحاولون دخول دمشق ثانية، هذه المرّة في أسلوب أكثر تنظيما. في وقت سابق أثناء اليوم، مروحية جيش هجوميّة أسقطت فوق منطقة القابون شرق دمشق، خلال الاشتباكات.
نفس يوم، هاجم متمردين مواقع حكومية في سقبا، الواقعة مباشرة شمال شرق الغوطة، فاجتاحوا العديد من نقاط التفتيش التابعة للجيش. عقب الهجمات، ذكر نشطاء المعارضة بأنّ الضربات الجوية قتلت 60 شخص في منطقة زملكا المجاورة وعدد غير محدّد في سقبا.
في 29 أغسطس، المتمردين ادّعوا أنهم قد استولوا على مخزن قذيفة عسكري في منطقة الغوطة، واستولوا على 10 صواريخ.
في 7 سبتمبر، قنبلة انفجرت في منطقة شرق دمشق الصالحية، فقتلت العديد من الجنود. أيضا، اشتباكات حدثت في التضامن بين الجيش السوري الحرّ والقوّات الحكومية، التي لاقى فيها أربع جنود مصرعهم على الأقل من قبل مقاتلين متمرّدين. سيطر الجيش السوري على بلدة ببيلا حيث المتمردين كانوا قد طوّقوا. أجسام 45 شخص وجدت في ضواحي زملكا وقطنا بينما 16 شاب وجدوا موتى في حرستا.
في 20 سبتمبر، اعلق المئات من الجنود منطقة اليرموك وقاموا بعمليات تفتيش داخله. خمس متمردين وجدوا مختبئين في المنطقة اعدموا.
في 5 أكتوبر، متمردين تقدّموا في ضواحي شرق دمشق، فاستولوا على قاعدة قوة جوية وأخذوا مخابئ الصواريخ. الفيديوهات على الإنترنت أظهرت العشرات من المتمردين يرتدون الملابس العسكرية يحتفلون مع تصاعد الدخّان من القاعدة خلفهم. في هذه الأثناء، متمردون في دمشق أسروا ضابطا من الحرس الجمهوري المتقدّم وجهزوا شريط فيديو للرجل، الذي عرّف نفسه بالعقيد أحمد رعيدي. أيضا في الضواحي الشرقية لدمشق، مروحية مسلّحة عسكرية أسقطت كما ذكرت التقارير من قبل المتمردين.
في 24 و25 أكتوبر، أطلق الجيش السوري وابلا من نيران الدبابات والصواريخ في ضاحية دمشق حرستا بعد استيلاء المتمردين على نقطتي التفتيش التابعة للجيش على حافّة تلك البلدة.
في 26 أكتوبر، وقف إطلاق نار مؤقت للاحتفال بالعطلة الإسلامية العيد انتهى خلال ساعات. القتال حدث في كافة أنحاء البلاد، مع قصف حرستا بالمدفعية الثقيلة، مما أسفر عن مقتل 10 على الأقل.
في 30 أكتوبر، استهدفت ضربات جوية حكومية حيّ الحجر الأسود في مدينة دمشق وضواحي يبرود، حزة وحرستا. لاقى 11 مصرعهم على الأقل في تفجير سيارة في وسط دمشق و10 قتلوا في ضربة جوية على حافلة في الحجر الأسود. سوّت الضربات الجوية مناطق دوما، فخلّفت 18 شخص قتلى على أقلّ تقدير. القتال حدث في الحجر الأسود وطفح في مخيم اليرموك، حيث 112,000 فلسطيني بالولاءات المنقسمة يعيشون. فلسطينيون موالون للأسد تصادموا مع الجيش الحرّ.
في 31 أكتوبر، الجيش السوري الحرّ أعلن بأنّهم قد ساعدوا لتشكيل لواء كوّن من فلسطينيين معادون للأسد، (لواء عاصفة)، الذي سلّح للسيطرة على مخيم اليرموك من الجماعة الفلسطينيّة الموالية للأسد، الجبهة الشعبية لتحرير فلسطين – القيادة العامة. زعيم الجبهة الشعبية لتحرير فلسطين – القيادة العامة أحمد جبريل ورجاله اتّهموا بمضايقة سكّان المخيم ويهاجمون مقاتلي الجيش الحرّ. العديد من الرجال الفلسطينيّين من المخيم انضمّوا إلى وحدات الجيش الحرّ الأخرى وأيضا قاتلوا معهم في مناطق دمشق التضامن والحجر الأسود.
في 25 نوفمبر، سيطر متمردون على قاعدة مرج السلطان الجوية العسكرية في الغوطة الشرقية بعد معركة التي فيها مروحيتين عسكريتين سوريتين أسقطتا، مما أدى إلى هجوم ريف دمشق (نوفمبر 2012–فبراير 2013).

## العمليات الأخرى
في 7 أكتوبر، اقتحم الجيش البلدات الواقعة تحت سيطرة المتمرّدين الهامة وقدسيا، غرب دمشق، فأخرج قوات متمرّدين. أبلغ نشطاء المعارضة عن «مذبحة» في الهامة، فادعوا مقتل 21–30 من الناس، على الأقل أحدهم مقاتل من المتمرّدين.

## نظرة عامة
إنّ الزيادة في عدد العمليات في ريف دمشق ودمشق من قبل الجيش السوري وفي كثافتها واضحة. إنّ النتيجة بأنّ القابلية من متمردي المقاتلين لمواجهة هجمات الجيش في معاقلهم السابقة في المنطقة يبدو قد تناقصت. هذا يبدو نتيجة الوسيلة الجديدة والأكثر عنفا التي يتبناها الجيش السوري ضدّ المعاقل السابقة المتمرّدة. واحد من مقيمي الميدان أخبر بأنّ كلّ شخص ألقى القبض عليه أو قتل وبأنّ الجيش ما كان يحدث أي فرق بين السكّان ورجال مسلّحين محددين خلافا للحملات السابقة.
وسام طريف من المجموعة المعارضة آفاز قال بأنّ إستراتيجية الجيش كانت ستثير بشكل مركّز الجيش السوري الحرّ في الاشتباكات لكي يرهقهم، حيث ذكر بأنّ عمليات الجيش السوري كانت مركّزة، طيلة الليل والنهار لمدّة عشر أيام. الجيش السوري أعلق الحدود أيضا بالكامل مع لبنان لمنع التعزيزات والأسلحة للمجيء من جنوب دمشق.
عدد الإعدامات المخبر عنها قد وصف بأنه لم يسبق له مثيل من قبل نشطاء المعارضة والعديد منهم يعتبرونه عقابا وتخويف للسكان الذين يوفرون المأوى للمتمردين قرب العاصمة.ادّعى الناشط بأنّ أغلبيّة الناس القتلى، بشكل كبير رجال، هم مدنيين. قدرت الخسائر في الأرواح من بداية أغسطس حتى الـ24 أغسطس بـ 730 شخص من قبل نفس النشطاء. العمليات المضادّة للتمرّد للجيش السوري كانت أكثر قتلا من معركة حلب، التي حدثت في نفس اللحظة في شمال سوريا.
المجموعة المتمردة لجان التنسيق المحلية في سوريا، ادّعت بأنّ 310 أشخاص قتلوا في ريف دمشق في 25 أغسطس، وهو أعلى معدل للوفيات اليومية في مكان واحد من الحرب الأهلية التي أبلغت عنها هذه المنظمة.
في 27 أغسطس، ذكر من قبل قائد متمرّدين أن المتمردين حاولوا عودة المعركة نحو دمشق لتخفيف الهجوم على مدن المتمردين.
في وقت مبكّر من أكتوبر، صرّح نشطاء المعارضة بأنّ القوّات الحكومية قد استطاعت إخراج أكثر قوات المتمرّدين من الأطراف الجنوبية لدمشق بعد الهجوم، بشكل رئيسيّ بسبب نقص الذخيرة، وفي بعض الحالات، بعد استنفاذ الدعم المحلّي. تشير التقديرات أيضا إلى مقتل 1,471 من المتمردين والمدنيين في وحول دمشق خلال سبتمبر بينما الهجوم كان مستمر. في نفس الوقت، الجيش ذكر بأنّ عملياتهم حول دمشق كانت تقريبا انتهت.
في منتصف شهر نوفمبر، بدا أن المتمردين أخذوا المبادرة بالاستيلاء على القاعدتين العسكريتين حول دمشق ويحاولون قطع الطريق السريع الرئيسيّ بين العاصمة ومطار دمشق الدولي، مما أدى إلى هجوم جديد.